# 桑德巴赫河 (盧厄河支流)
49°39′39″N 12°17′24″E / 49.66093°N 12.29005°E

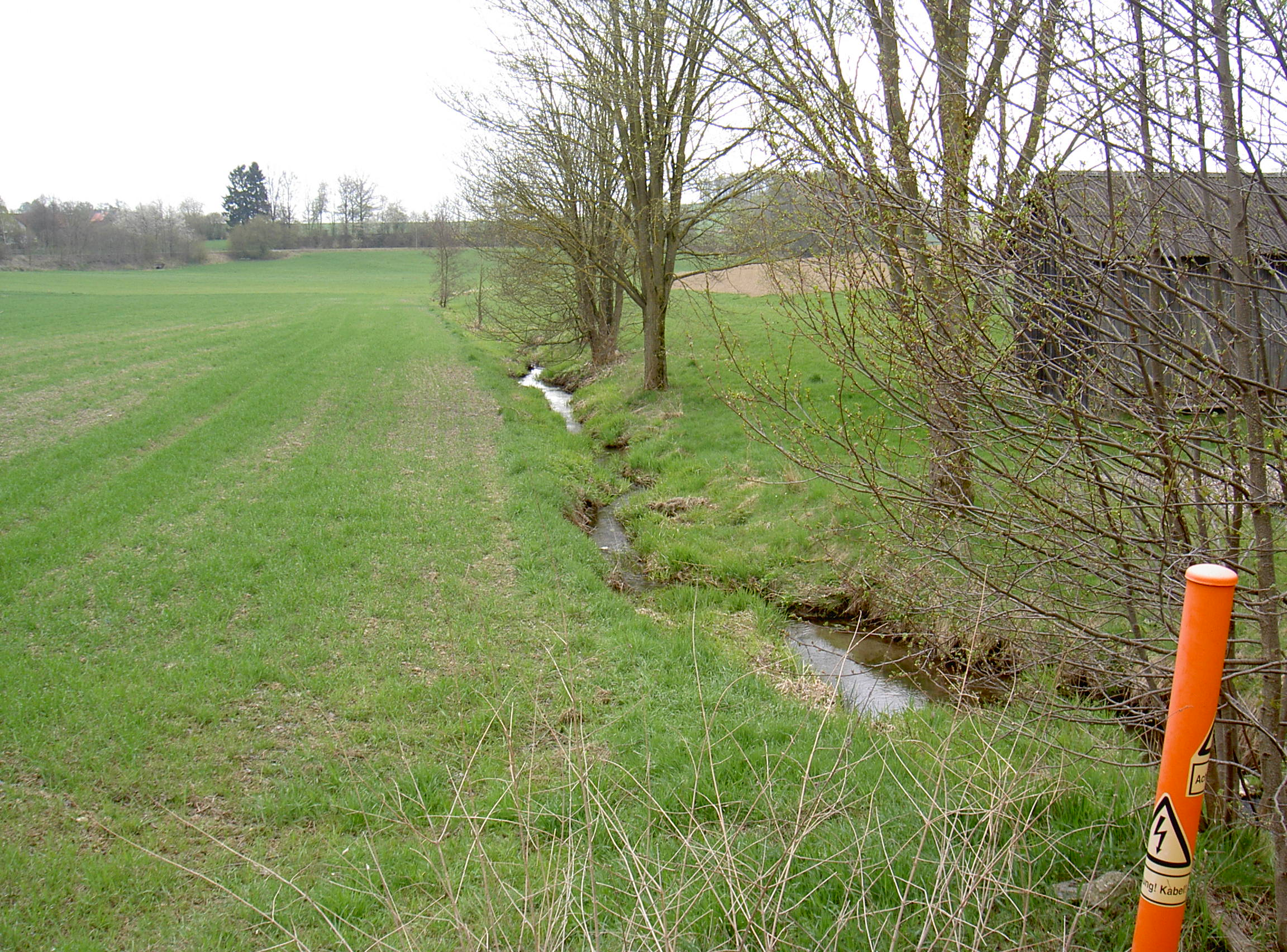

桑德巴赫河是德國的河流，位於該國東南部，由巴伐利亞負責管轄，屬於盧厄河的右支流，河道全長5.6公里，流域面積15.8平方公里，流經瓦爾德納布河畔諾伊施塔特縣。